# Вулиця Сержа Лифаря
Ву́лиця Сержа Лифаря́ — вулиця в Деснянському районі міста Києва, житловий масив Вигурівщина-Троєщина. Пролягає від вулиць Пухівської і Крайньої до вулиці Оноре де Бальзака.
Прилучаються вулиці Героїв Енергетиків, Миколи Закревського, проспект Червоної калини і площа Анкари.

## Історія
Вулиця виникла у 80-ті роки XX століття під назвою 4-та Нова. З 1983 року мала назву вулиця Олександра Сабурова, на честь радянського військового діяча Олександра Сабурова.
Сучасна назва на честь балетного танцівника та хореографа Сержа Лифаря — з 2018 року.

## Установи та заклади
- гіпермаркет «METRO Cash & Carry» (буд. № 2-б);
- середня загальноосвітня школа № 277 (буд. № 6);
- навчально-творчий центр «Аратта» (буд. № 11-б);
- середня загальноосвітня школа № 276 (буд. № 14);
- спілка ветеранів війни в Афганістані Деснянського району (буд. № 16-б);
- середня загальноосвітня школа № 263 ім. Євгена Коновальця (буд. № 19-б).

## Галерея

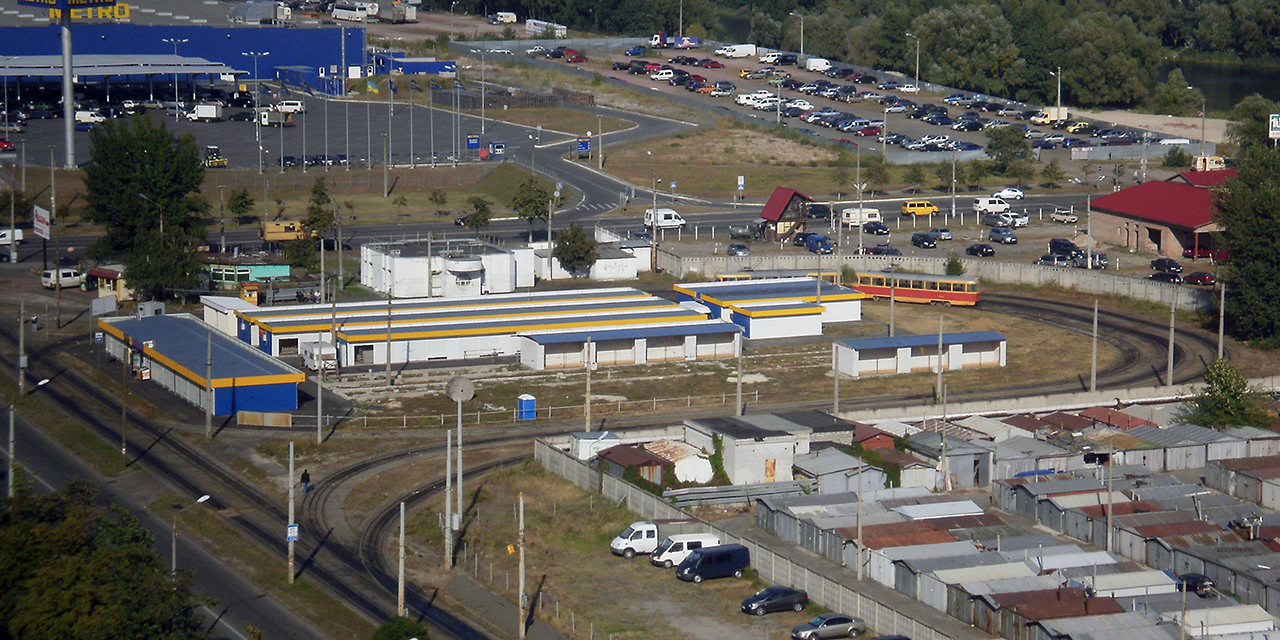
Трамвайне розворотне кільце «Вулиця Сержа Лифаря»
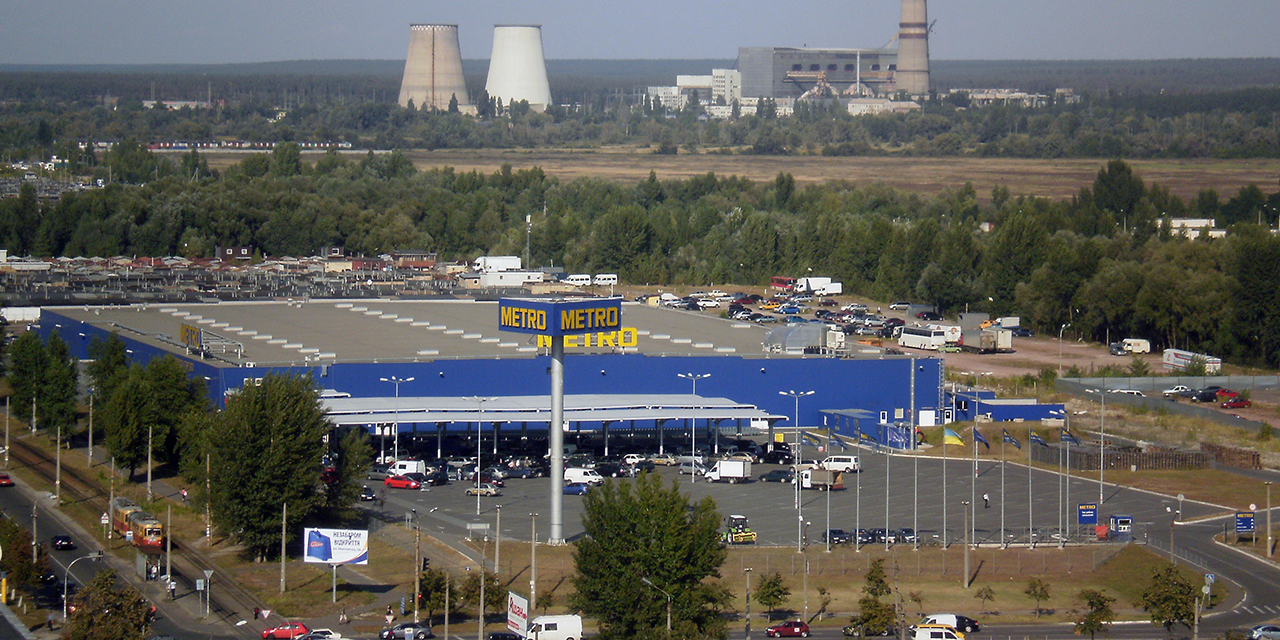
Метро-Троєщина